# Władysław Michał Zaleski
Władysław Michał Bonifacy Zaleski (ur. 26 maja 1852 w Wielonie, zm. 5 października 1925 w Rzymie) – duchowny rzymskokatolicki, łaciński patriarcha Antiochii, delegat apostolski na Indie, podróżnik i przyrodnik.

## Życiorys

### Młodość i edukacja
Był synem Leona Zaleskiego i Gabrieli z Dombrowiczów; ojciec był obywatelem ziemskim i prezesował sądom w Kownie. 
Władysław Zaleski odebrał staranne wykształcenie w polskim duchu patriotycznym, szkołę średnią ukończył w Kownie, odbył też w młodości szereg podróży. W 1880 wstąpił do Warszawskiego Seminarium Duchownego, skąd w 1881 przeniósł się na dalszą naukę na akademię duchowną w Rzymie. Rzymską Academia dei Nobili Ecclesiastici, kształcącą szlachecką młodzież na dyplomatów papieskich, ukończył w 1885, uczęszczając jednocześnie na kurs teologiczny w Collegium Romanum.

### Dyplomata Stolicy Apostolskiej
Po przyjęciu święceń w 1885 wysłany został z misją dyplomatyczną do Hiszpanii, a rok później po raz pierwszy trafił do Indii Wschodnich, towarzysząc tytularnemu arcybiskupowi Cesarei Agliardiemu, delegatowi apostolskiemu w Indiach. W 1887 odebrał nominację na prałata papieża Leona XIII, który mianował go jednocześnie swoim osobistym przedstawicielem na jubileuszu 50-lecia panowania królowej brytyjskiej Wiktorii. Przez pewien czas Zaleski pozostawał zatrudniony w Kurii Rzymskiej, jako konsultor spraw wschodnich w Kongregacji Rozkrzewiania Wiary (Propaganda Fide). W tym też charakterze w 1890 wyjechał ponownie do Indii, gdzie w marcu 1892 zastąpił arcybiskupa Aiuti, dotychczasowego delegata apostolskiego. O nominację dla Zaleskiego wnioskował dopiero co mianowany prefekt Kongregacji Propaganda Fide, kardynał Mieczysław Ledóchowski.

### Delegat Apostolski dla Indii
Wraz z nominacją na delegata apostolskiego w Indiach Wschodnich Zaleski wyniesiony został do godności arcybiskupiej i otrzymał stolicę tytularną w Tebach. Teren jego oficjalnej działalności sięgał od Afganistanu i Himalajów na północy, po Cejlon i sąsiednie wyspy Oceanu Indyjskiego na południu. Z inicjatywy arcybiskupa powstało na tym terenie osiem metropolii i dwadzieścia siedem biskupstw, a w Kandy na Cejlonie (gdzie Zaleski oficjalnie rezydował) rozpoczęło działalność Centralne Seminarium Duchowne dla Indii. Zaleski zainicjował też powstanie wielu niższych seminariów oraz wyświęcił kilku biskupów, w tym miejscowych księży Augustine Kandathila (1911) i Alexandra Chulaparambila (1914). Pracę misyjną Zaleski wykonywał w nieustannej niemal podróży, łącznie przebywając ponad 175 tysięcy mil, w tym także poza terytorium swojej delegatury; gościł m.in. w Chinach, Japonii, Indochinach, na Jawie, na Filipinach. Był najwybitniejszych polskim podróżnikiem tego rejonu u schyłku XIX stulecia. W czasie pełnienia funkcji delegata apostolskiego poszerzył swoje umiejętności poligloty, do opanowanych już wcześniej ośmiu języków europejskich dokładając tamilski i syngaleski. 
Łącznie podczas swojej misji w Indiach założył 8 metropolii, 27 biskupstw, Centralne Seminarium Duchowne w Kandy na Cejlonie i wiele seminariów niższych. 
Określany mianem "apostoła Indii", już po śmierci został uhonorowany nadaniem jednej z dzielnic miasta Colombo nazwy Zaleskitown (w 1937). Swoją misję Zaleski zakończył w 1916, po niemal trzydziestoletnim pobycie w Azji. Po powrocie do Rzymu od papieża Benedykta XV odebrał nominację na patriarchę Antiochii. Papież Benedykt rozważał w 1919 jego kandydaturę do nominacji kardynalskiej, ostatecznie jednak na konsystorzu w tymże roku purpurę otrzymali inni polscy biskupi - Edmund Dalbor i Aleksander Kakowski. Zaleski przebywał w Rzymie do końca życia, tam też zmarł 5 października 1925; życzenie pochówku w Kandy na Cejlonie spełniono w 1956. Przez całe życie Zaleski utrzymywał kontakt z rodzinnym krajem, często podkreślając przywiązanie do Polski.

### Botanik
Pobytu w Indiach Zaleski nie ograniczał do działalności duszpasterskiej i misyjnej. Zajmował się naukowo botaniką, gromadząc wielki zbiór tropikalnych roślin, których wizerunki zwoził niemal z wszystkich podróży. Zbiór ten, liczący około 35 tysięcy wizerunków flory indyjsko-malajskiej, trafił do Zakładu Systematyki i Geografii Roślin Uniwersytetu Warszawskiego (profesor tegoż zakładu Bolesław Hryniewiecki nazwał zbiór arcybiskupa "prawdziwym skarbem"). Obecnie kolekcja ta przechowywana jest w Ogrodzie Botanicznym Uniwersytetu Warszawskiego, a część zbiorów, opracowana historycznie i botanicznie, w wersji cyfrowej jest dostępna na portalu Floratheca. Wątki botaniczne Zaleski poruszał także w swoich książkach o tematyce podróżniczej, opisując m.in. ogrody botaniczne w Buitenzorgu (na Jawie) i w Penangu (Malezja) oraz napotkane w czasie wędrówek egzotyczne rośliny.

### Publikacje
Patriarcha Zaleski był autorem szeregu dzieł podróżniczo-etnograficznych. Ogłaszał je po polsku, francusku, angielsku i włosku (polskie książki doczekały się ponadto wielu przekładów). Jego dorobek opublikowany przekracza siedem i pół tysiąca stron druku, a w rękopisie pozostawił dalsze siedem tysięcy stron. Z książek tych wymienić można Podróż po Indyach w roku 1896 (1897), Wycieczka do Dardżylingu (1897), Podróż po Indo-Chinach, Jawie i wybrzeżach chińskich w roku 1897 i 1898 (1898) czy dwutomowe pamiętniki Trzydzieści lat w Indyach i w Azji południowej od 1886 do 1916 (1917-1921), a z pozycji zagranicznych Voyage à Ceylon et aux Indes (1888), Ceylon et les Indes (1891), History of Ceylon (1913), The Saints of India (1915). Część książek ogłaszał pod pseudonimami, w tym History of Ceylon z 1913 jako G. Francis; z kolei pod pseudonimem Pierre Courtenay wydał kilka książek przygodowych dla młodzieży (La decouverte de l'Atlantide, L'Île Deserte). Miał także w dorobku poezje.

## Literatura
- Wacław Słabczyński, Polscy podróżnicy i odkrywcy, Państwowe Wydawnictwo Naukowe, Warszawa 1988, s. 156-157 (tu data urodzenia: 2 maja 1852)
- Ludmiła Karpowiczowa, Władysław Michał Bonifacy Zaleski, w: Słownik biologów polskich (pod redakcją Stanisława Feliksiaka), Państwowe Wydawnictwo Naukowe, Warszawa 1987, s. 600 (tu data urodzenia: 2 października 1852)
- Aleksander Miklaszewski, Polacy w historii i kulturze krajów Europy Zachodniej. Słownik biograficzny (pod redakcją Krzysztofa Kwaśniewskiego i Lecha Trzeciakowskiego), Instytut Zachodni, Poznań 1981, s. 473-474 (tu miejsce urodzenia: Wielowa koło Kowna)
- Krzysztof Rafał Prokop, Polscy kardynałowie, Wydawnictwo WAM, Kraków 2001, s. 221
- Jerzy Robert Nowak: Co Polska dała światu. T I-II. Warszawa: MaRoN, 2005, s. 158. ISBN 978-83-89033-95-6.